# Maison Blanche (métro de Paris)
Pour les articles homonymes, voir Maison Blanche (homonymie).
Maison Blanche est une station des lignes 7 et 14 du métro de Paris, située dans le 13e arrondissement de Paris, à proximité de la porte d'Italie.

## Situation
La station de la ligne 7 est établie sous l'avenue d'Italie, entre les rues Caillaux et Bourgon, à environ 14 mètres de profondeur. Son tympan sud est situé à proximité immédiate de la Petite Ceinture, en tranchée à cet endroit, que la ligne franchit par un passage inférieur. Approximativement orientée selon un axe nord-sud, elle s'intercale entre Tolbiac d'une part et Porte d'Italie (vers Mairie d'Ivry) ou Le Kremlin-Bicêtre (vers Villejuif - Louis Aragon) d'autre part. En direction du sud, il s'agit de la dernière station du tronc commun de la ligne avant que ne se séparent, grâce à un saut-de-mouton souterrain situé après la station, les branches vers Mairie d'Ivry et vers Villejuif - Louis Aragon.
La station de la ligne 14 est implantée entre la rue Caillaux et la rue Tagore à environ 21 mètres de profondeur, le long de l'avenue d'Italie, à l'est de la station de métro de la ligne 7. Orientée selon un axe nord-sud, et en dessous de la Petite Ceinture, la station s'intercale entre  Olympiades d'une part et Hôpital Bicêtre d'autre part.
L'accès aux quais de la ligne 7 et de la ligne 14 se fait depuis le centre du grand parvis où sont situés les accès au métro. Les voyageurs peuvent emprunter des escaliers mécaniques ou des ascenseurs pour accéder aux quais de la ligne 14. Depuis les quais, la correspondance du métro se fait par la mezzanine.

## Histoire

### Mise en service
La station est ouverte le 7 mars 1930 avec la mise en service du prolongement de la ligne 10 depuis Place d'Italie jusqu'à Porte de Choisy.
Le 26 avril 1931, elle est transférée à la ligne 7, qui effectue alors le trajet de Pré-Saint-Gervais ou de Porte de la Villette jusqu'au terminus sud de Porte d'Ivry, lequel est inauguré à la même date.
Elle doit sa dénomination à son implantation au sein du quartier de la Maison-Blanche, lequel tient son nom d'une auberge nommée « Maison Blanche ». La rue de la Maison-Blanche se trouve à plusieurs centaines de mètres au nord, à proximité de la station voisine Tolbiac.
À son ouverture, la station permet la correspondance avec la gare de la Maison-Blanche de la ligne de Petite Ceinture, située à proximité immédiate de ses accès. Cette gare est fermée au trafic voyageurs en 1934.
Dans le contexte de défense passive, la station était, avec Place des Fêtes sur la même ligne (aujourd'hui sur les lignes 7 bis et 11), une des deux équipées, lors de leur construction, pour être à l'abri des attaques chimiques. Le tunnel à proximité était alors muni de portes étanches à l'air qui auraient permis à la population de se réfugier à l'intérieur de la station en cas d'attaque. Au moins deux de ces portes demeurent aujourd'hui en place dans le tunnel.
Un attentat est perpétré par un groupe terroriste (GIA) à proximité de la station le 6 octobre 1995. Une bonbonne de gaz déposée dans une poubelle est découverte par un postier, mais elle explose alors que les policiers mettent en place un périmètre de sécurité : le bilan est de 18 blessés,. Le lieu est choisi en référence aux circonstances de l'arrestation de Khaled Kelkal, l'un des principaux instigateurs de l'attentat du RER B à Saint-Michel. Quelques jours auparavant, le 29 septembre 1995, les forces de l'ordre avaient abattu Kelkal au cours de son interpellation au lieu-dit Maison Blanche, près de Vaugneray (Rhône).
Dans le cadre du programme « Renouveau du métro » de la RATP, les couloirs de la station et l'éclairage des quais ont été rénovés le 4 octobre 2006.

### Prolongement de la ligne 14
Les premiers projets de prolongement de la ligne 14 datent de sa création.
Dans les années 1990, il était prévu que la ligne serait construite de Bibliothèque François Mitterrand vers la Cité internationale universitaire de Paris en passant par Maison Blanche, avec une possible reprise de la Petite Ceinture pour la section de Maison Blanche à Cité Universitaire. Pour des raisons budgétaires, cette extension ne sera pas réalisée et seule la section Bibliothèque - Madeleine est creusée et ouverte en 1998.
Dans les années 2000, est étudiée la possibilité de prolonger la ligne 14 vers Olympiades. Il est alors prévu que la suite de ce prolongement irait jusqu'à Maison Blanche dans le but de reprendre l'embranchement existant de la ligne 7 vers Villejuif - Louis Aragon, ouvert au début des années 1980.
Dans les années 2010, des études ont eu lieu quant à l'opportunité de prolonger la ligne 14 plus au sud jusqu'à l'aéroport d'Orly. Bien que ce prolongement passe par Maison Blanche, il n'est alors pas prévu d'arrêt à cette station dans les premiers plans du Grand Paris Express. Après manifestations des élus locaux et des habitants du 13e arrondissement, Maison Blanche est retenue à titre conservatoire.
La déclaration d'utilité publique date de 2016, permettant le démarrage des travaux de construction de l'extension. Seule gare construite à Paris dans le cadre du Grand Paris Express, Maison Blanche est construite sous maîtrise d'ouvrage de la RATP. La conception de la station est confiée au groupement conduit par les ingénieries SETEC TPI et SYSTRA ainsi qu'à Mark Wilson de l'agence d'architecture Groupe-6,.
Les travaux préparatoires se déroulent de novembre 2016 jusque fin 2017. La construction de la station a débuté en 2018. Elle est attribuée en mars 2018 à Léon Grosse en groupement avec Soletanche Bachy France. Les travaux de creusement du tunnel se sont achevés en mars 2021, avec l'arrivée d'un tunnelier à Maison Blanche. En avril 2023, les tests des trains sur le prolongement de la ligne 14 ont commencé. L'extension devait initialement être achevée en 2027, mais la livraison a été accélérée à la suite de l'attribution des Jeux olympiques et paralympiques de Paris 2024. Le 24 juin 2024, la station est ouverte au public.

### Installation artistiqueRiver of airde Ned Kahn

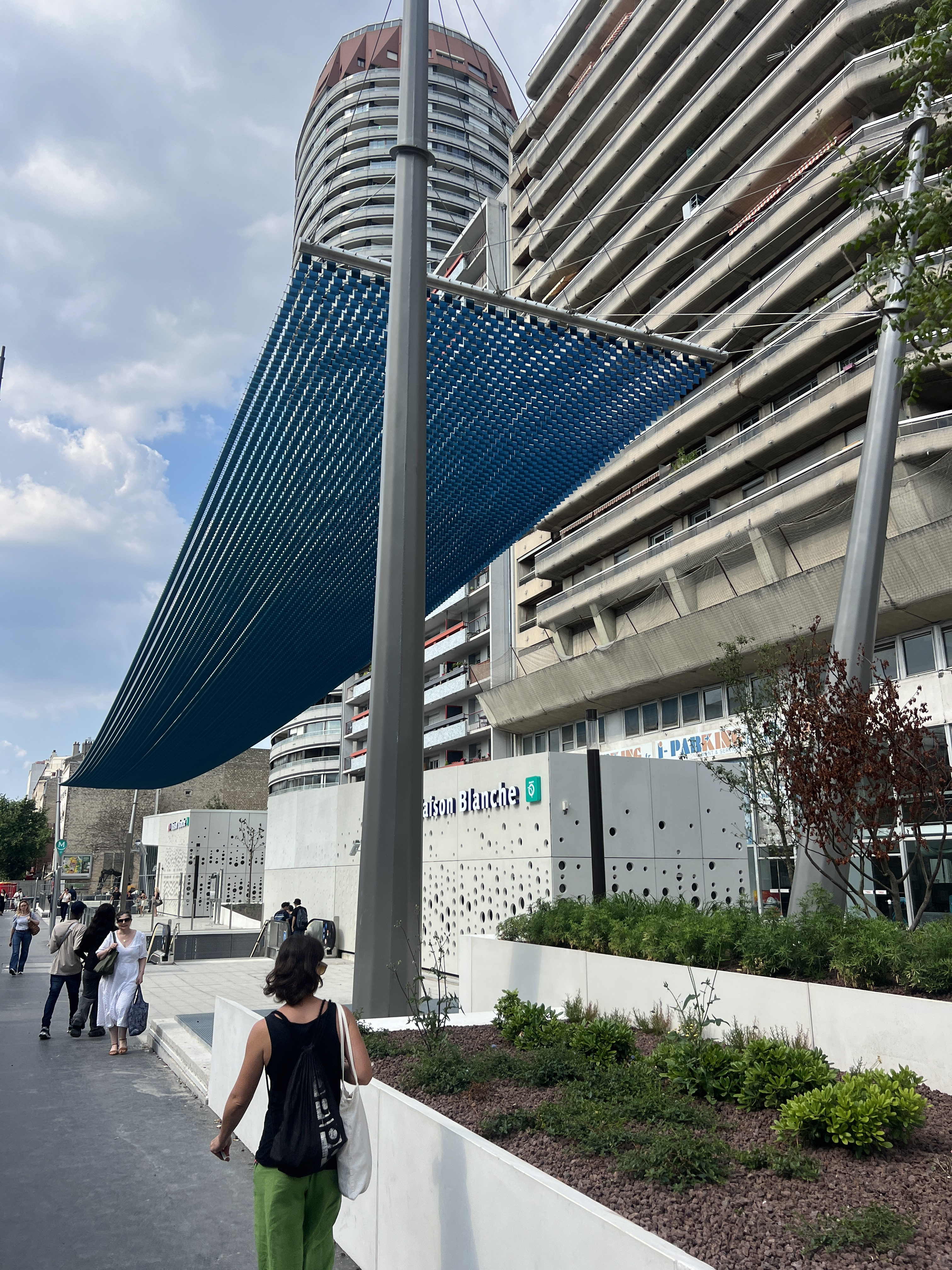
installation de River of air par Ned Kahn en 2024.

L'artiste et sculpteur environnementaliste californien Ned Kahn (en) a créé une installation artistique surplombant la station en coordination avec Mark Wilson. L'œuvre, baptisée « River of air », est faite d'acier inoxydable et de 18 600 feuilles souples en éthylène tétrafluoroéthylène (ETFE) qui ondoient et réfléchissent la lumière du soleil au-dessus des deux émergences de la station. La hauteur des mâts supportant la structure est de 10 m et la voile a 70 m de long et 6 m de large.

## Services aux voyageurs

### Accès
La station comporte trois accès :
- Sortie no 1 « Avenue d'Italie » au niveau du 129 avenue d'Italie. Cet accès est équipé d'escalateurs et de deux ascenseurs ;
- Sortie no 2 « Rue du Tage » au niveau du 160 avenue d'Italie ;
- Sortie no 3 « Rue Tagore » au niveau du 133 avenue d'Italie. Cet accès, équipé d'escalateurs, donne sur la ligne 14 uniquement ;

et deux sorties (sans entrées) côté ligne 7 :
- Sortie no 4 « Rue de la Vistule » au niveau du 103 avenue d'Italie ;
- Sortie no 5 « Rue Bourgon » au niveau du 144 avenue d'Italie.

Accès à la station
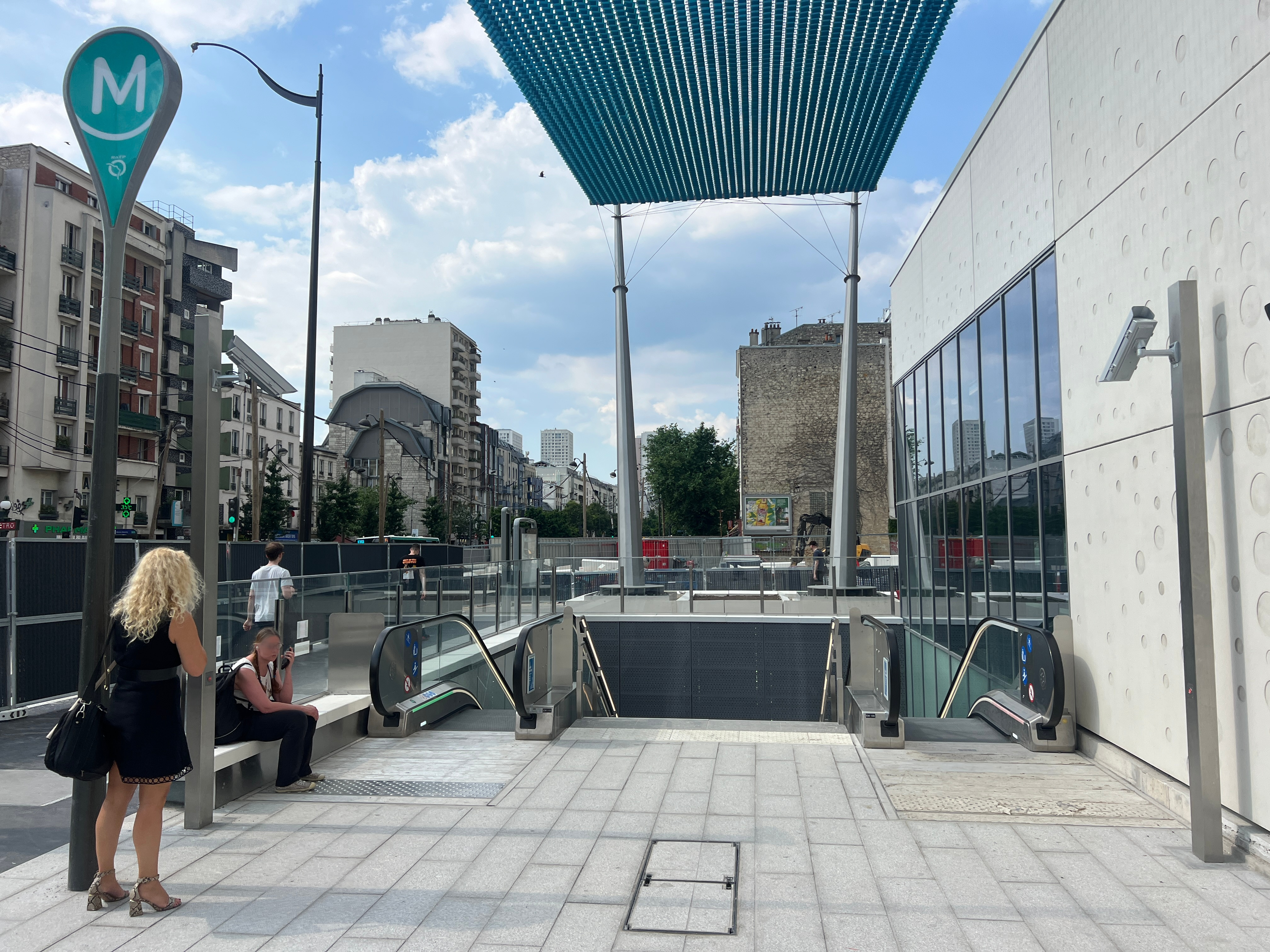
L'accès no 1 « Avenue d'Italie ».
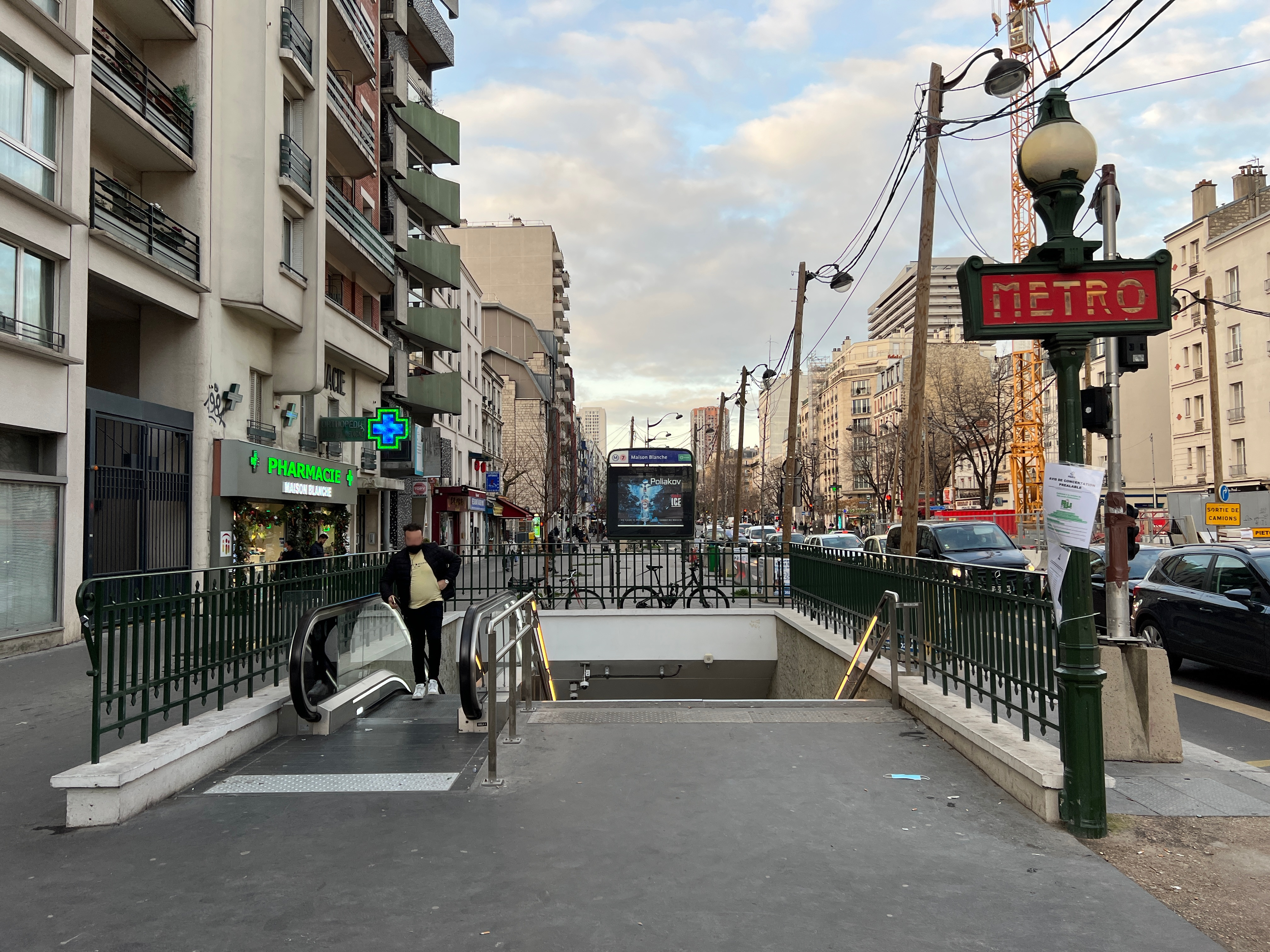
L'accès no 2 « Rue du Tage ».
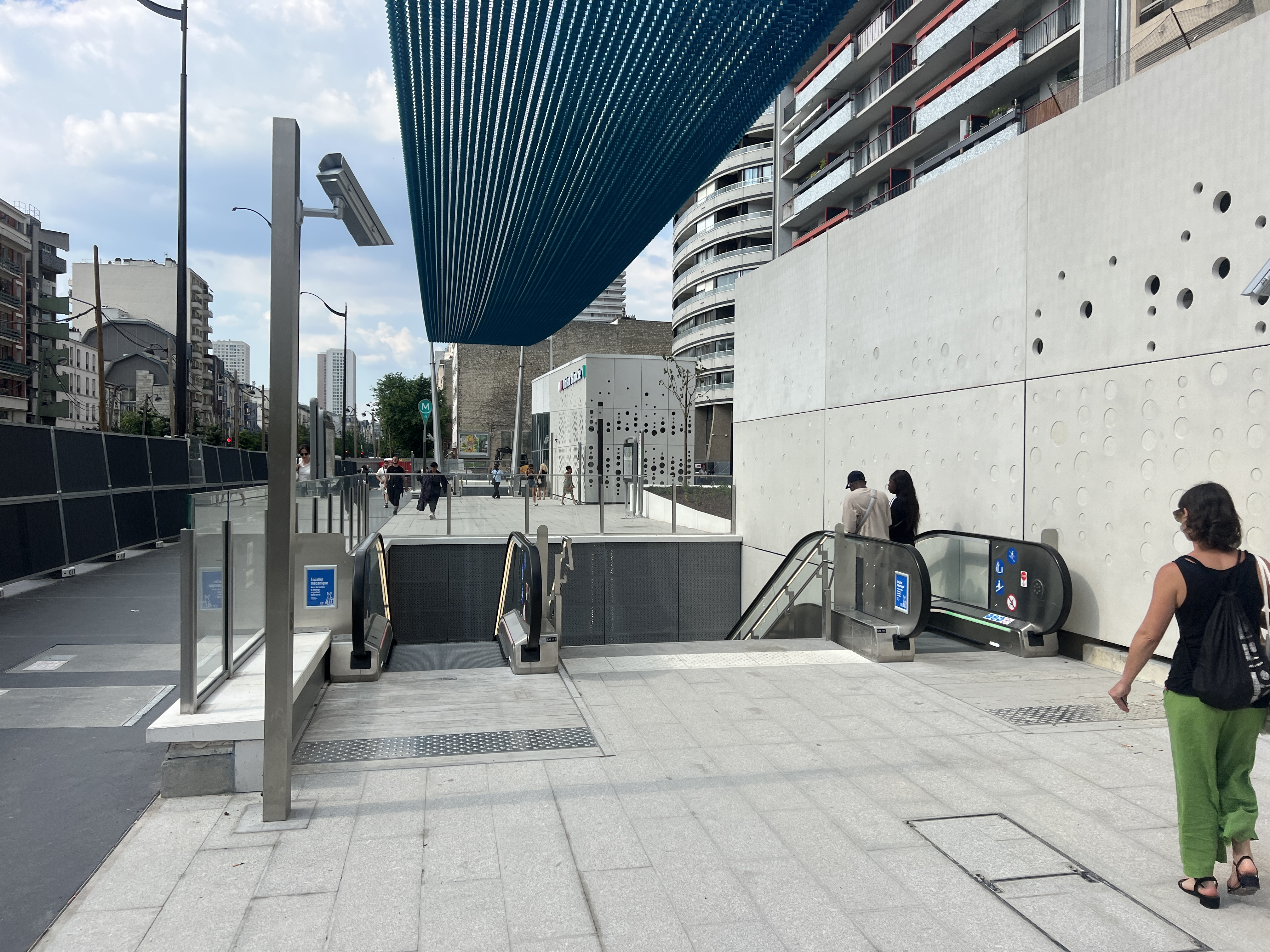
L'accès no 3 « Rue Tagore ».
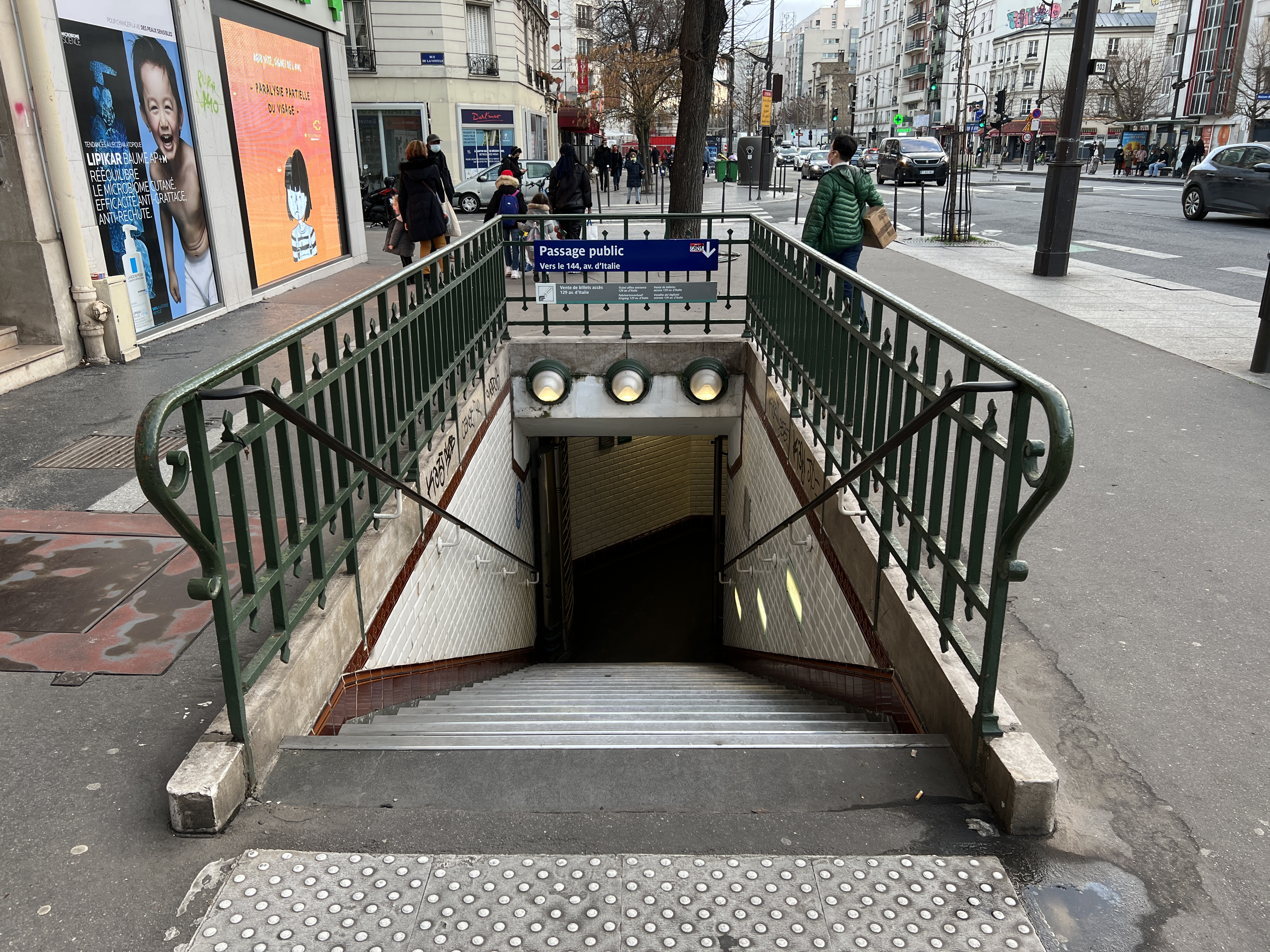
L'accès no 4 « Rue de la Vistule ».
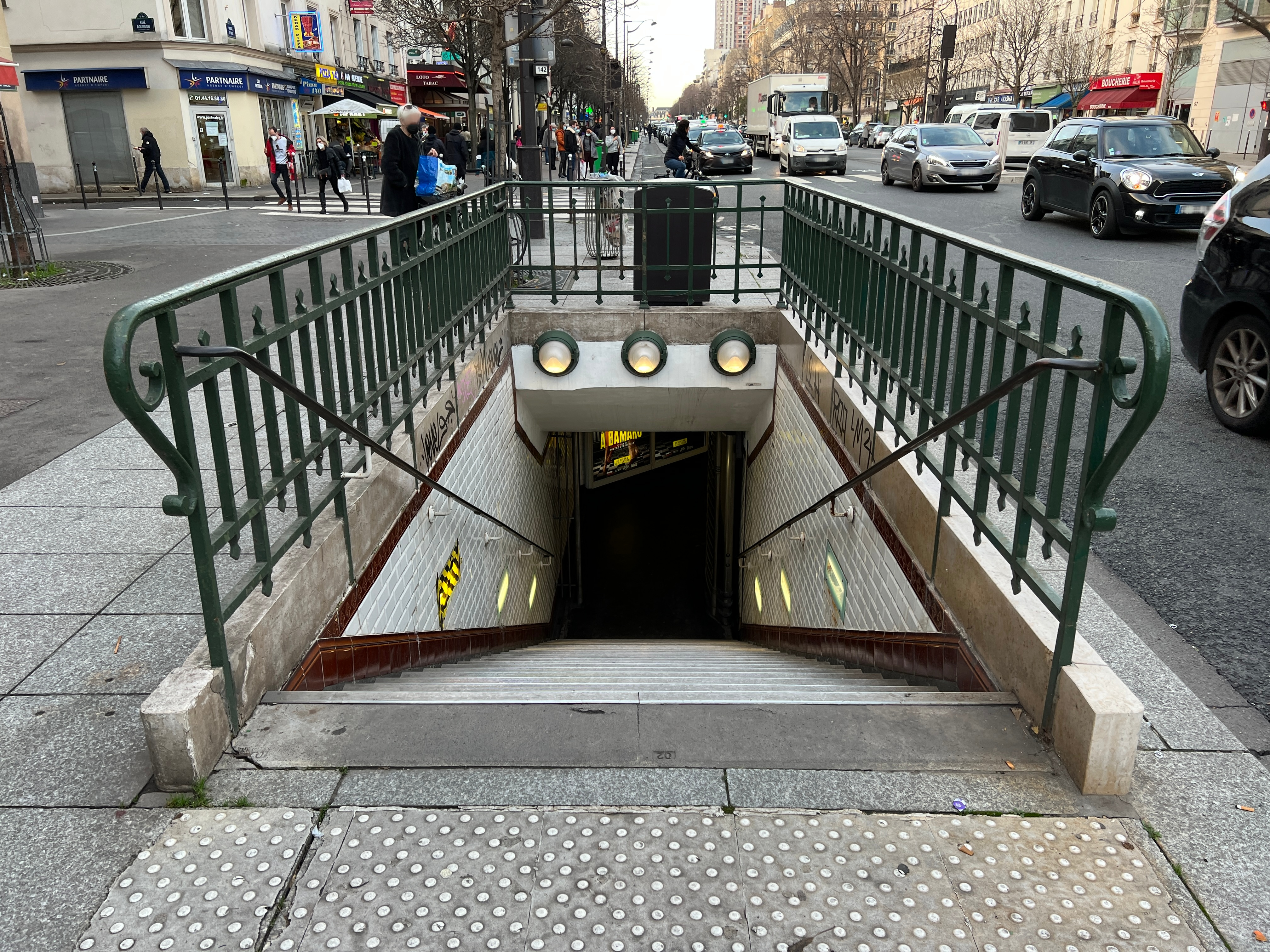
L'accès no 5 « Rue Bourgon ».

### Quais

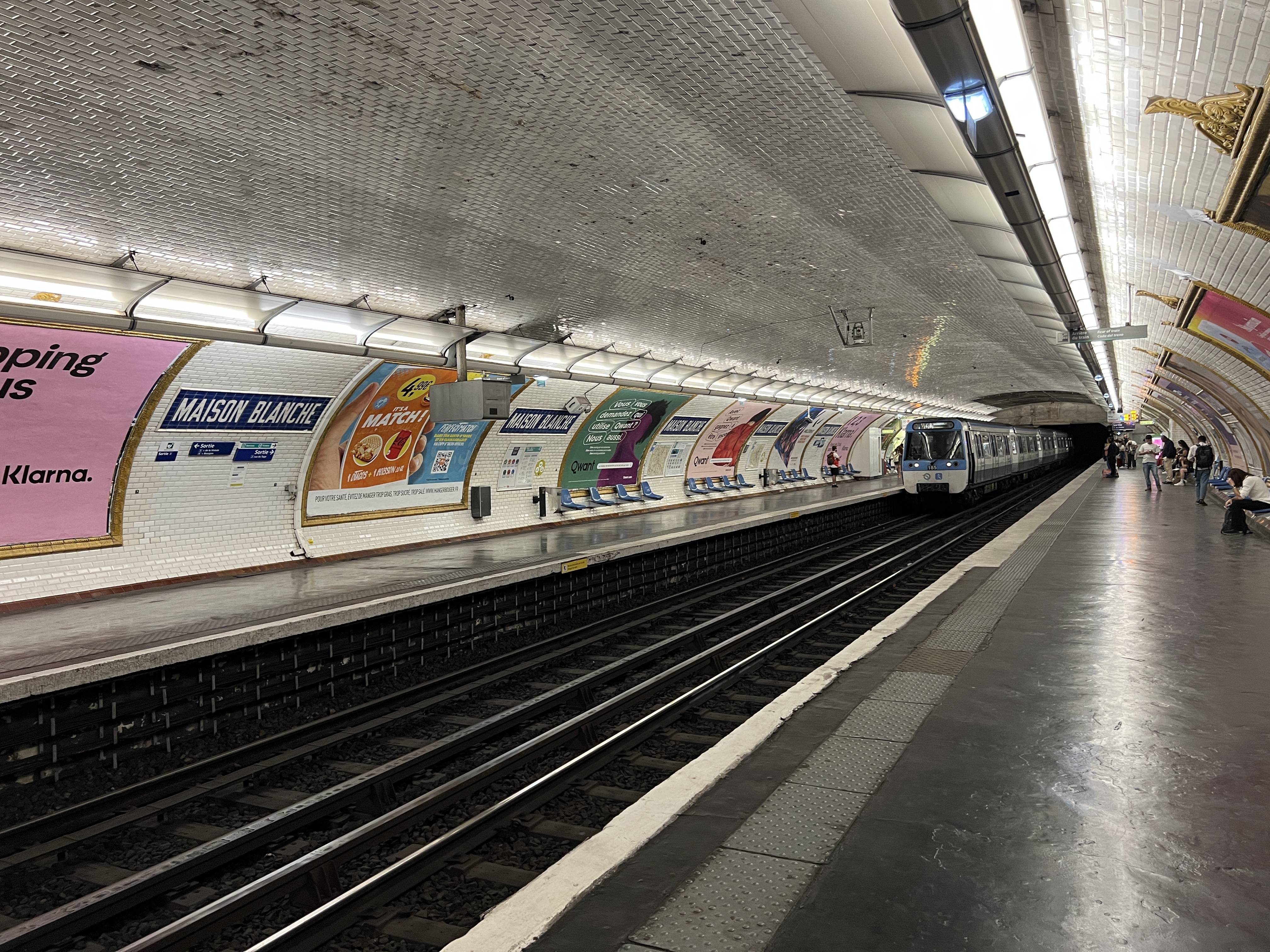
Quais sur la ligne 7 en direction de la Mairie d'Ivry et de  Villejuif - Louis Aragon.
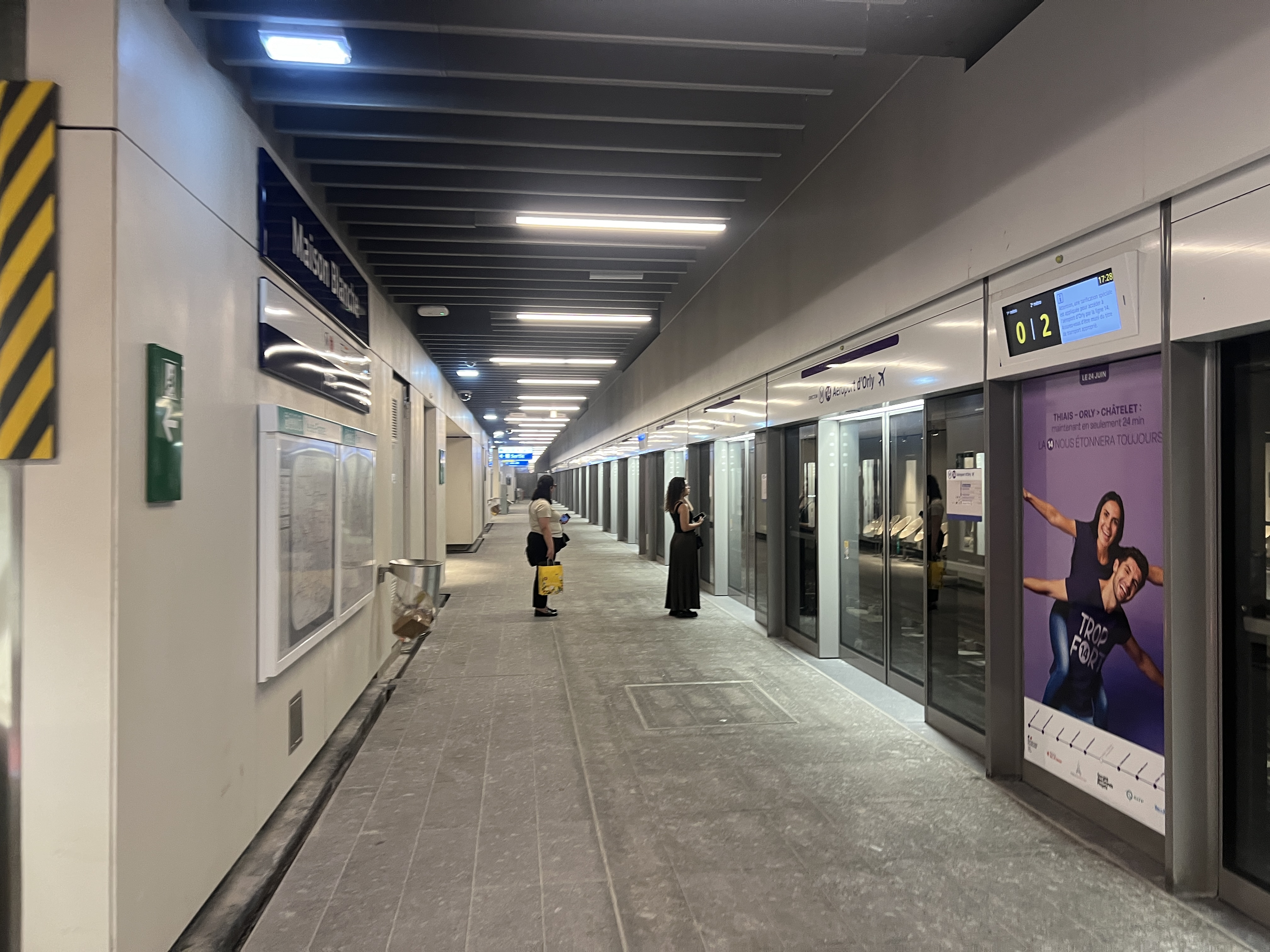
Quais sur la ligne 14 en direction de l'aéroport d'Orly.

- La station de la ligne 7 est de configuration standard pour cette ligne : elle possède deux quais séparés par les voies du métro et la voûte est elliptique. La décoration est du style utilisé pour la majorité des stations du métro : le bandeau d'éclairage est blanc et arrondi dans le style « Gaudin » du renouveau du métro des années 2000, et les carreaux en céramique blancs biseautés recouvrent les pieds-droits, la voûte et le tympan. Les cadres publicitaires sont en faïence de couleur miel et le nom de la station est également en faïence. Les sièges sont du style « Motte » de couleur bleue.

- La station de la ligne 14 est également de configuration standard : composée de deux quais de 120 mètres de long séparés par les voies du métro, et bordée de façades de quai. La particularité est que ces façades remontent jusqu'au plafond, afin de respecter les nouvelles normes architecturales de la Société des Grands Projets. Les sièges sont du style « Akiko » de couleur blanc.

### Intermodalité
La station est desservie par la ligne 47 et par le service urbain La Traverse Bièvre Montsouris du réseau de bus RATP.
À environ 250 m, on retrouve la station de métro et de tramway Porte d'Italie.
Une station Véligo est en cours d'aménagement.

### Fréquentation
En 2019, 1 803 381 voyageurs sont entrés à cette station ce qui la place à la 258e position des stations de métro pour sa fréquentation sur 302,.
En 2020, avec la crise du Covid-19, 955 254 voyageurs sont entrés dans cette station, ce qui la place à la 246e position des stations de métro pour sa fréquentation.
En 2021, la fréquentation remonte progressivement, avec 1 203 631 voyageurs qui sont entrés dans cette station ce qui la place à la 261e position des stations de métro pour sa fréquentation sur 304,.

## Culture
La station sert de décor à une scène importante du roman de Günter Grass Le Tambour (1960), dans laquelle le héros, Oscar Matzerath, aperçoit les inspecteurs venus l'arrêter alors qu'il se dirige vers la sortie en empruntant l'escalator.

## À proximité
- Quartier asiatique
- Quartier de la Maison-Blanche